# 皇冠可樂

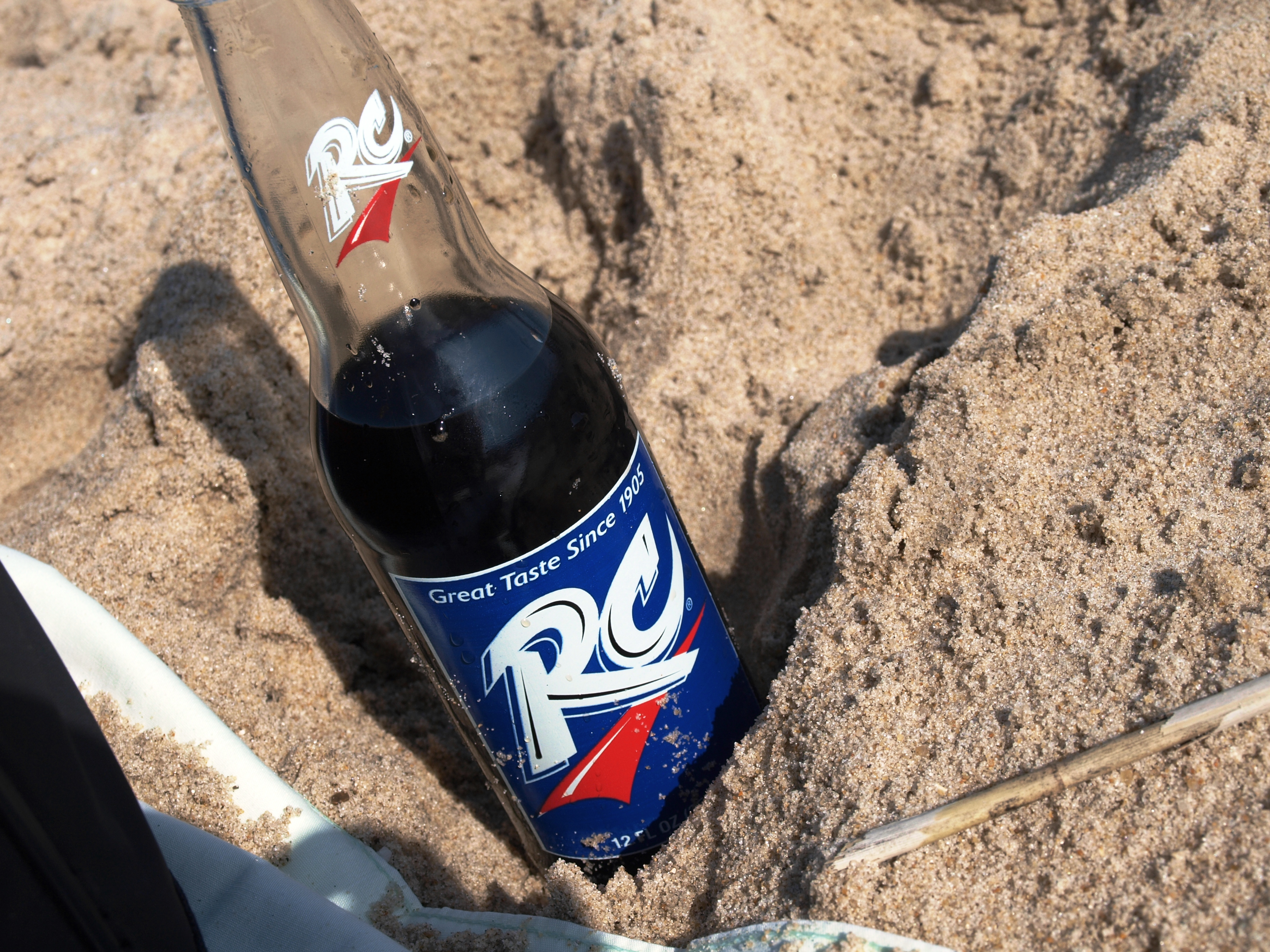
一瓶皇冠可樂

皇冠可樂（Royal Crown Cola），简称RC可樂（RC Cola），是一款發明於美國喬治亞州的可樂飲料。在世界可樂市場上RC可樂位居第三位，僅次於可口可樂和百事可樂，但RC可樂和前兩者有極大的差距。RC可樂發明於1901年。1954年，RC可樂發售了世界首款易拉罐飲料。